# Hélène Fillières
Hélène Fillières (Parijs, 1 maart 1972) is een Franse actrice, scenarioschrijfster en regisseuse. Fillières verwierf internationale bekendheid door haar rol in Mafiosa als harde maffiabazin Sandra Paoli.
Tijdens haar studieperiode in de jaren negentig was ze ook mannequin, mede door haar slanke figuur. Fillières speelde mee in films en series van regisseurs als Jacques Doillon, Tonie Marshall, Cedric Klapisch en Danièle Thompson.
Medio 2006 maakte ze haar debuut als regisseuse en als scenarioschrijfster, met de korte film Mademoiselle Y.
Fillières scheidde eind 2011 van de acteur Thierry Neuvic, die haar broer speelde in de Maffiaserie Mafiosa.

## Filmografie

### Films
| Jaar | Lange speelfilms             | Rol                     | Opmerkingen |
| ---- | ---------------------------- | ----------------------- | ----------- |
| 1992 | Amoureuse                    | het meisje 's avonds    |             |
| 1993 | Sauve-toi                    | Meisje op de fiets      |             |
| 1994 | Grande petite                | Laurence                |             |
| 1995 | Adultère                     | Joséphine               |             |
| 1996 | Encore                       | Aurore                  |             |
| 1996 | Passage à l'acte             | Alexandra               |             |
| 1998 | Les Kidnappeurs              | Nuage                   |             |
| 1999 | Vénus Beauté (institut)      | Bruid van Antoine       |             |
| 1999 | Peut-être                    | Rosemonde               |             |
| 1999 | La Bûche                     | Véronique               |             |
| 2000 | Aïe                          | Aïe                     |             |
| 2001 | Reines                       | Marie Larue             |             |
| 2002 | Bord de mer                  | Marie                   |             |
| 2002 | Au plus près du paradis      | Lucie                   |             |
| 2002 | Vendredi soir                | vermoeide vrouw         |             |
| 2003 | Un homme, un vrai            | Marilyne                |             |
| 2003 | France Boutique              | Marine                  |             |
| 2003 | Variété française            | Édith                   |             |
| 2003 | La Fin du règne animal       | Olivia                  |             |
| 2006 | De particulier à particulier | Marion                  |             |
| 2006 | Call Me                      | Hélène                  |             |
| 2006 | Lady Chatterley              | Hilda                   |             |
| 2008 | Coupable                     | Marguerite              |             |
| 2009 | La Grande vie                | Véronique               |             |
| 2010 | Pièce montée                 | Agnès                   |             |
| 2012 | Les Papas du dimanche        | Jeanne                  |             |
| 2012 | Low Life                     | Elisabeth Perceval      |             |
| 2013 | Opium                        | Marie-Laure de Noailles |             |
| 2013 | Les salauds                  | de bankierster          |             |

### Televisieserie
| Jaar  | Televisieserie                       | Rol                     | Opmerkingen |
| ----- | ------------------------------------ | ----------------------- | ----------- |
| 2000  | Tontaine et Tonton                   | sz buurvrouw            |             |
| 2001  | Demain et tous les jours après       | Lisa                    |             |
| 2001  | Combats de femme - Un amour de femme | Jeanne                  |             |
| 2001  | L'Apprentissage de la ville          | Clotilde                |             |
| 2005  | Vénus & Apollon                      | Betty Pages             |             |
| 2005  | Les Rois maudits                     | Marguerite de Bourgogne | mini série  |
| 2006- | Mafiosa                              | Sandra Paoli            |             |
| 2007  | Sous les vents de Neptune            | Camille Forestier       |             |
| 2009  | L'Homme aux cercles bleus            | Camille Forestier       |             |
| 2009  | L'Homme à l'envers                   | Camille Forestier       |             |
| 2010  | Un lieu incertain                    | Camille Forestier       |             |
| 2011  | Petite Fille                         | Sylvie Neige            |             |

## Scenario
- 2006 - Mademoiselle Y (korte film)

## Regie
- 2006 - Mademoiselle Y (korte film)
- 2013 - Une histoire d'amour
- 2018 - Volontaire

## Theater
- 2003 - La Campagne van Martin Crimp
- 2005 - Le Génie des forêts van Anton Tsjechov
- 2006 - Le Génie des forêts van Anton Tsjechov
- 2007 - Le Journal de Jules Renard naar Jules Renard
- 2009 - La Petite Catherine de Heilbronn van Heinrich von Kleist
- 2010 - La Petite Catherine de Heilbronn van Heinrich von Kleist

- Bibliothèque nationale de France: cb14177351r (data)
- Gemeinsame Normdatei: 1062260287
- International Standard Name Identifier: 0000 0001 1464 1173
- Library of Congress Control Number: no2005052863
- Nationale Bibliotheek van Israël: 987007451922205171
- Nederlandse Thesaurus van Auteursnamen: 383785278
- Réseau des bibliothèques de Suisse occidentale: 02-A003242989
- Système universitaire de documentation: 03554726X
- Virtual International Authority File: 163041347
- WorldCat: E39PBJp9xK6hMqjkyKkMFdX8G3